# Terra Amata (sítio arqueológico)
Terra Amata é um sítio arqueológico a céu aberto localizado na encosta do  monte Boron em Nice, França, a 26 metros acima do nível do mar Mediterrâneo. Foi descoberto e escavado em 1966 por Henry de Lumley. O sítio, inicialmente em uma praia pré-histórica, continha ferramentas dos primórdios do período Paleolítico, datados de cerca de 400 000 a.C., bem como traços de alguns dos primeiros sinais de controle do fogo na Europa. O sítio agora está abaixo de um edifício e do  Museu de Paleontologia Humana de Terra-Amata de Nice, onde alguns dos objetos descobertos estão em exibição.

## Principais descobertas
O local foi descoberto durante obras de terraplenagem, perto do porto de Nice, em 1966. Depois de negociar com o proprietário da área, a DeLumley foi dada a permissão para o trabalho no sítio de 28 de janeiro a 5 de julho de 1966. Ele e sua equipe trabalharam sete dias por semana e, no final, vinte e quatro horas por dia, para completar o trabalho.
De acordo com Lumley, o sítio continha uma comunidade com várias camadas de habitação localizadas em um praia. As habitações datavam de 380 000 a.C. e incluíam vestígios que sugeriam que os habitantes viviam em cabanas na praia. No centro de cada cabana havia uma lareira, com cinzas, mostrando que os habitantes tinham o controle do fogo. Esses sinais de fogo, juntamente com os de Menez Dregan em Finistère, na Bretanha, da Cova das Faias, em Suffolk, Inglaterra, e de Vértesszőlős na Hungria, são as primeiras evidências de que o controle do fogo era conhecido na Europa. Esses vestígios incluíam muros de pedra baixos e seixos de praia, colocadas a o noroeste das lareiras, protegendo o fogo do vento Mistral. Lumley acreditava que os moradores construíram as cabanas de peles de animais suportadas com toras, com um furo no centro para a fumaça escapar. Vinte para quarenta pessoas poderiam se reunir em tal abrigo.[carece de fontes?]

## Controvérsia
Uma interpretação muito diferente do sítio foi dada, mais tarde, por outra arqueóloga, Paola Villa, que dedicou parte de sua tese de doutorado para o mesmo sítio. Ela argumentou que as conclusões a que chegou Lumley foram mais conjecturais do que convincentes. Ela disse que era igualmente provável que as pedras tivessem sido naturalmente depositadas nos locais em que estavam, através de correntes de água ou algum outro processo natural.
Villa também argumentou que a posição dos artefatos de pedra indicava que haviam sido movidos para cima e para baixo, através da coluna de sedimentos.
Villa argumentou que Lumley superestimou o estado de conservação do sítio original, e que era impossível datar com precisão os objetos, pois as camadas não poderiam ser consideradas independente umas das outras. Ela também disse que o sítio deveria ter uma datação posterior, mais ou menos em 230 000 a.C..[carece de fontes?]